# Edith Wolfsons park
Edith Wolfsons park (hebreiska: פארק ע’’ש אידית וולפסון) är en park i Tel Aviv i Israel.   Den ligger i Tel Aviv-distriktet, i den norra delen av landet. Edith Wolfsons park ligger 55 meter över havet.